# Пшениця

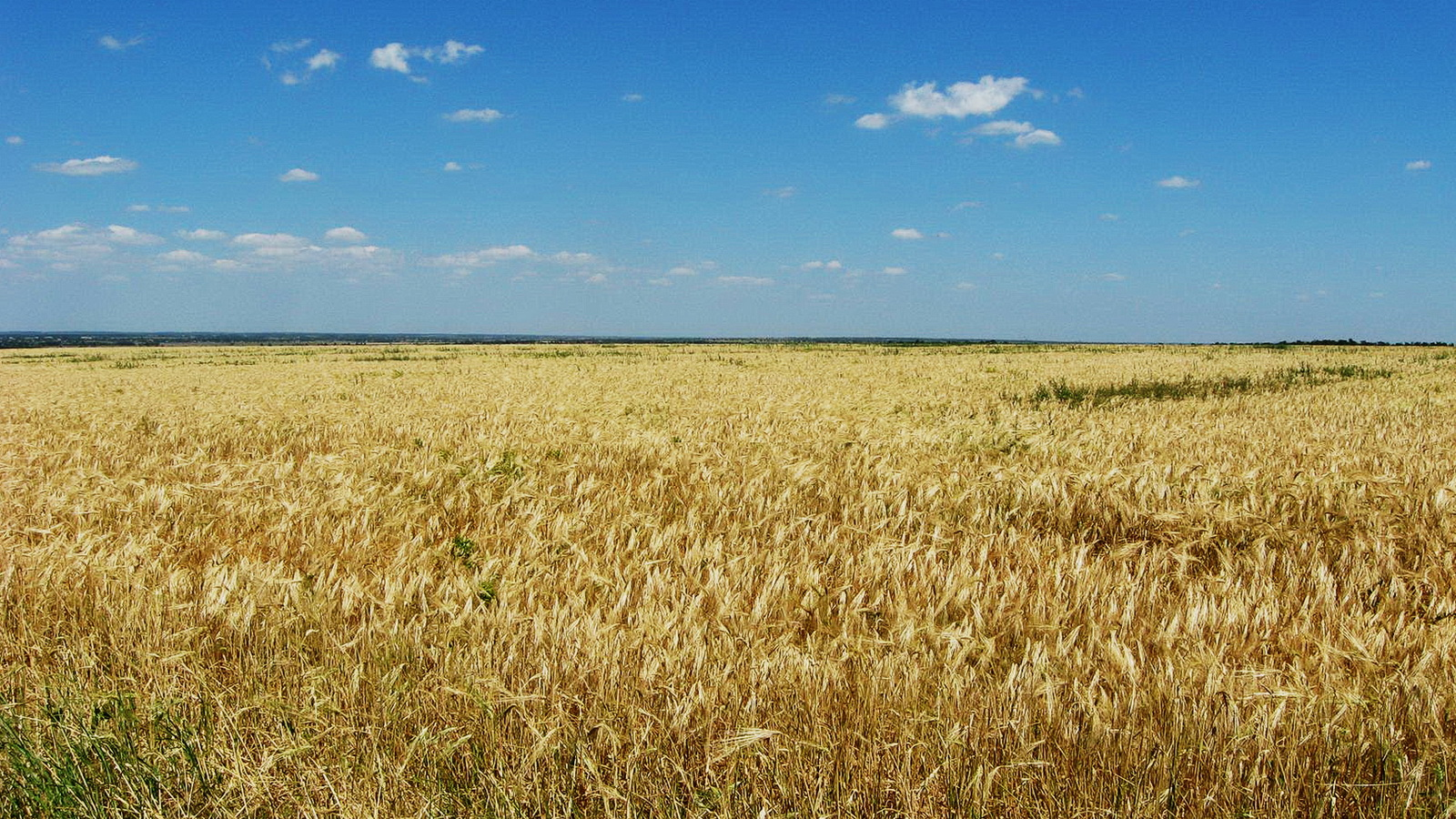
Пшеничне поле. Запорізьке Правобережжя

Пшени́ця (Triticum L.) — рід однорічних та культурних трав'янистих рослин родини тонконогових; найважливіша харчова культура.

## Ботанічна характеристика
Рід пшениці поліморфний за видовим складом. У спеціальній літературі наводиться характеристики 28 її видів.
Види пшениці за кількістю хромосом у соматичних клітинах поділяються на такі генетичні групи:
1 — диплоїдні (2n-14) включають:
- дикорослі види:
  - дика однооста однозернянка (Triticum boeoticum)
  - дика двооста однозернянка (Triticum thaoudar)
  - пшениця Урарту (Triticum urartu)
  - однозернянка дика (Triticum aegilopoides Lin.)
- культурні види:
  - однозернянка культурна плівкова, або ейнкорн чи напівполба (Triticum monococcum L.)
  - голозерна однозернянка або пшениця Сінської (Triticum sinskajae)

2 — тетраплоїдні (2n-28):
- дикорослі види:
  - дика полба (дика двозернянка) (Triticum diccoides)
  - пшениця Араратська (Triticum araraticum)
- культурні види з плівковим зерном:
  - пшениця Тимофєєва або Зандурі (Triticum timopheevi Zhuk.)
  - пшениця Карамишева або давньоколхідська (Triticum karamyschevii, Triticum palaeo-colchicum, Triticum georgicum)
  - полба або еммер чи двозернянка (Triticum dicoccum Shueb.)
  - ісфаханська пшениця (Triticum ispahanicum)
- культурні голозерні види:
  - пшениця тверда (Triticum durum Dest.)
  - тургідум, або англійська (Triticum turgidum L.)
  - перська, або карталінська чи дика (Triticum cartalicum Nevski, Triticum persicum Vav.)
  - туранська (Triticum turanicum)
  - ефіопська (Triticum aethiopicum)
  - польська (Triticum polonicum)

3 — гексаплоїдні (2n-42):
- культурні плівкові види:
  - пшениця Маха (Triticum macha et. men. Deky)
  - оркіш, або спельта (Triticum spelta L.)
  - пшениця Вавилова, або ванська (Triticum vavilovi)
  - пшениця Жуковського (Triticum zhukovskyi)
- культурні голозерні види:
  - пшениця м'яка, або звичайна (Triticum aestivum L., Triticum vulgare),
  - щільноколоса, або карликова (Triticum compactum Host.)
  - круглозерна (Triticum sphaerococcum Pers.)
  - пшениця Петропавловського (Triticum petropavlovskyi)

4 — октаплоїдні (2n-56):
- синтетичні види, створені в лабораторних умовах:
  - пшениця грибобійна (Triticum fungicidum Zhuk.)
  - радянська (Triticum soveticum)
  - пшениця Ціцина (Triticum cziczinii, Triticum agropyrotritium)

Залежно від остистості колосу, його забарвлення та опушеності колоскових лусок, забарвлення остей і зерна, види пшениці поділяють на різновиди, число яких дуже велике (Еритроспермум, Лютесценс, Мільтурум, Ферругінеум, Грекум, Альбідум, Велютинум, Мелянопус, Гордейформе тощо.)
При гибридизації перших трьох груп пшениць із житом отримано цінний рід продуктивних зернових — тритикале.

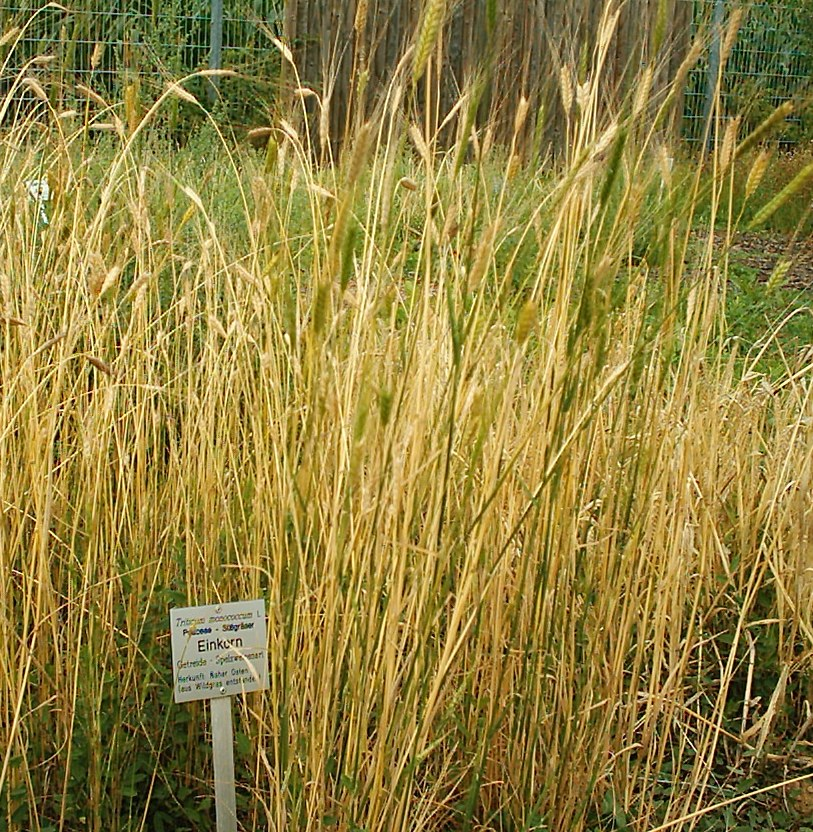
Однозернянка культурна

## Морфологічні особливості

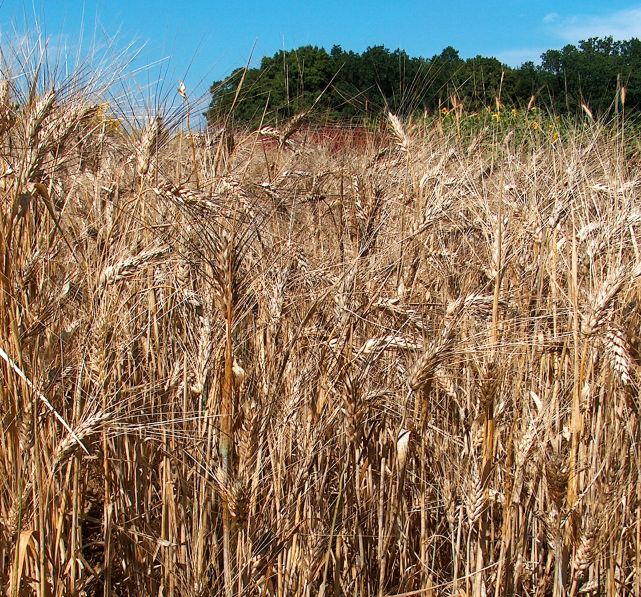
Пшениця тверда

За морфологічними особливостями види пшениці об'єднують у дві групи: пшениці справжні, або голозерні і полб'яні, або плівчасті. Плівчасті, на відміну від голозерних, утворюють ламкий колос, який у достиглому стані за легкого надавлювання ламається на окремі колоски з зерном разом із члениками стрижня. При обмолочуванні голозерних пшениць у бункер комбайна надходить зерно без лусок.
До голозерних пшениць належать: м'яка, тверда, тургідум, карликова, круглозерна, польська, карталінська, а до плівчастих — спельта, однозернянка, двозернянка, Маха, Тимофєєва та інші дикі види.
Серед усіх видів найбільше поширення і значення мають м'яка та тверда пшениці. Їхні посіви перевищують 98 % загальної площі пшениці. За цього на частку м'якої в Україні припадає 90 % площі.
М'яка пшениця (T. aestivum L.) — однорічна озима або яра трав'яниста рослина з мичкуватою кореневою системою, яка проникає в ґрунту на глибину 1—1,5 м і більше.
Стебло — прямостійна соломина, заввишки у низькорослих (карликових і напівкарликових) сортів — 60—90 см, середньорослих — 100—110, високорослих — 110—125 см; складається з 4—7 міжвузлів.
Пшениця відзначається підвищеною кущистістю, утворюючи в середньому 3—5 стебел від одного кореня, у тому числі продуктивних — 2-3.
Листки у м'якої озимої пшениці майже голі, ярої — опушені, завдовжки 15—25 см і більше, завширшки 1—2 см.

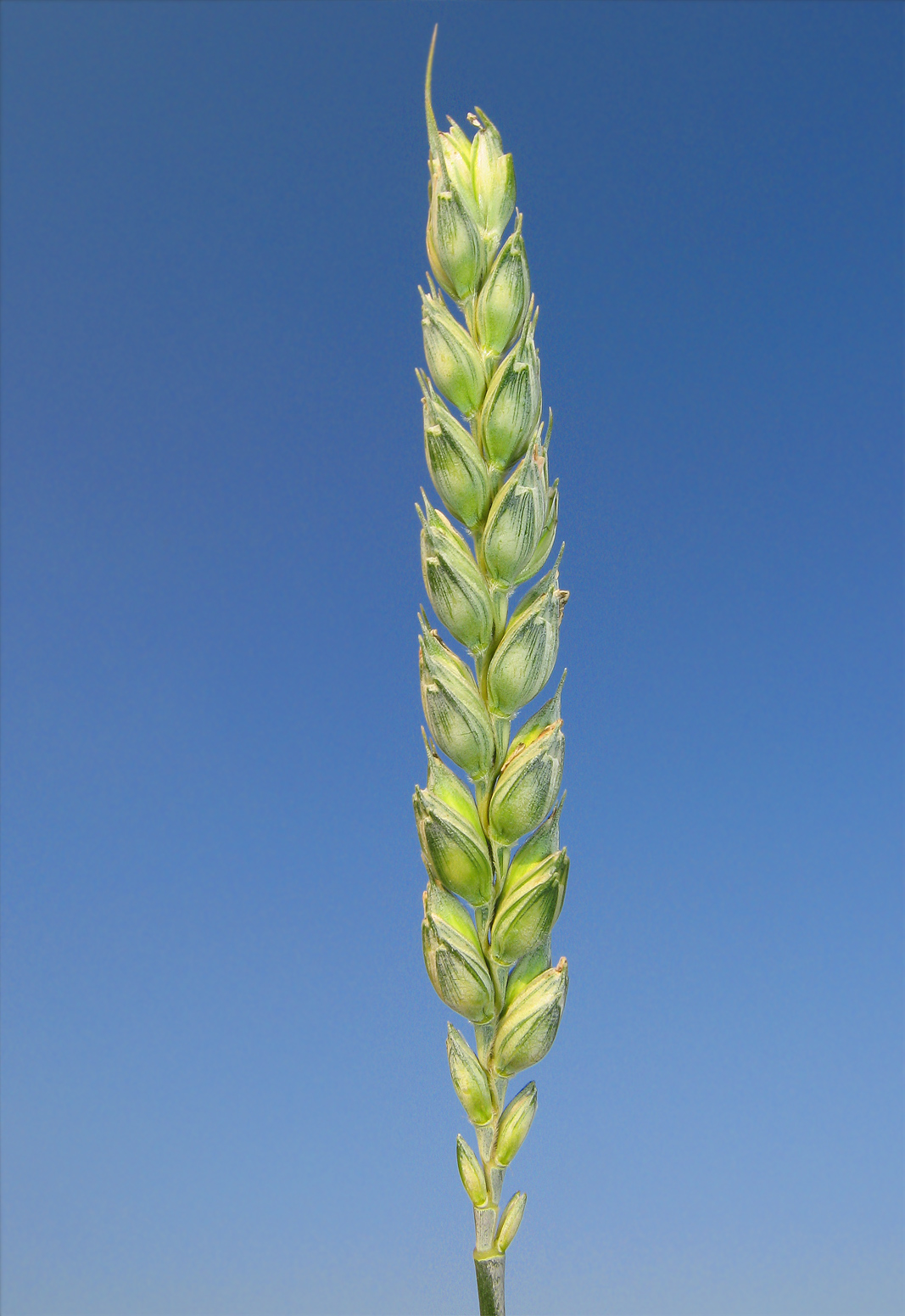
Пшениця м'яка

Колос різної довжини: короткий — до 8 см, середній — 8—10, довгий — понад 10 см; за формою — циліндричний (призматичний) з однаковою шириною уздовж колоса; веретеноподібний, який звужується до верхівки й меншою мірою до основи, та булавоподібний (скверхедний), який до верхівки потовщується. У колосі утворюється 15—25 колосків, здебільшого 5-квіткових, з яких звичайно розвиваються й утворюють зерно 2—3 нижні квітки.
Якщо у пшениці м'якої у перерахунку на 10 см стрижня розміщується менш як 16 колосків, колос вважається нещільним; 17—22 — середньощільним, 23—28 — щільним, понад 28 — дуже щільним; у твердої пшениці нещільний колос має до 24 колосків на 10 см стрижня; середньощільний — 25—29, щільний — понад 29 колосків.
Щільність колоса визначають також за кількістю колосків у перерахунку на 1 см стрижня. Встановлюють її шляхом ділення суми всіх колосків, за винятком верхівкового, на довжину стрижня.
Можна встановити щільність колоса за середньою довжиною членика, для чого довжину стрижня ділять на кількість члеників. Якщо довжина членика понад 6 мм, колос вважають дуже нещільним, 5—6 мм — нещільним, 3,8—5 — середньощільним, 3—3,8 мм — щільним та менш як 1,6 мм — дуже щільним.
Кількість зерен у колосі часто перевищує 30—35 шт., а середня маса зерна у ньому становить 1—1,5 г (іноді до 2,5—4 г); маса 1000 зерен — 25—55 г, частіше — близько 40 г.
Зерно за формою овальне, яйцеподібне, бочкоподібне, завдовжки 4—11 мм.
М'яка пшениця — самозапильна рослина, але у жарку погоду може запилюватися перехресно.
Тверда пшениця (T. durum Best.) представлена у культурі переважно ярими сортами і зовсім мало — озимими. Якщо порівняти з м'якою, вона високоросліша, утворює стебла з восковим нальотом, які у верхній частині (ближче до основи колоса) виповнені серцевиною. Листки голі, також покриті восковим нальотом.
Колос щільний, з середнім індексом щільності 25—30 і більше. Остюки грубі, значно переважають довжину колоса, яка коливається від 3,5 до 17 см. Колоскові луски жорсткі, зерно при достиганні міцно утримується квітковими і колосковими лусками й не обсипається.
Зерно видовжене — до 12 мм, у поперечному перерізі — округло-кутасте.

## Біологічні особливості

### Органогенез
В онтогенезі пшениця проходить 12 етапів органогенезу і такі фенологічні фази:
1. проростання насіння,
2. сходи,
3. кущення,
4. трубкування (стеблування),
5. колосіння,
6. цвітіння,
7. формування зернівки,
8. налив зернівки,
9. молочна стиглість,
10. тістоподібна стиглість,
11. воскова стиглість,
12. повна стиглість.

Перші два етапи і частково третій відбуваються восени, останні — весною та влітку наступного року. Період вегетації восени — 40-50 днів, весною та влітку — 90-110 днів.
На 7 — 9 день після сівби (за сприятливих умов) з'являються сходи. Фаза кущіння (підземного пагоноутворення) настає через 13 — 15 днів, коли на рослині утвориться 3-4 листки й на глибині 2-3 см сформується вузол кущення. За достатньої кількості днів осінньої вегетації (40 — 50 днів), до зими рослина формує 2-4 пагони. Коренева система за цей час заглиблюється на 50 — 70 см.
Навесні, коли середньодобові температури сягають 4 — 5 °C пшениця відновлює вегетацію і продовжує кущитись ще 25-30 днів. Після цього починається вихід у трубку (стеблування), яке триває 25-30 днів. Воно змінюється фазою колосіння, а ще через 4-5 днів настає цвітіння і припинення росту стебла.

### Запилення
Пшениця — самозапильна культура. Після запліднення формується зернівка. Через 12 — 17 днів вона досягає кінцевої довжини і вступає спочатку у фазу молочної (7 — 14 днів), а потім тістоподібної, воскової (7 — 9 днів) і повної стиглості.

### Холодо- та морозостійкість
Пшениця — холодостійка культура. Її насіння починає проростати за температури 1-2 °C. Оптимальна температура під час сівби — 14 — 16 °C. За температури понад 25 °C формуються ослаблі проростки з тонкими корінцями, які сильно уражуються хворобами. Щоб рослини витримували взимку зниження температури, вони повинні бути добре загартованими. Загартуванню сприяє сонячна погода в передзимовий період протягом 12 — 14 днів та посилене фосфорно-калійне живлення. Високоморозостійкі сорти витримують взимку зниження температури в зоні вузла кущення до мінус 19 — 20 °C, звичайні — до мінус 17-18 °C. На початку зими пшениця має найвищу морозостійкість, яка до весни поступово знижується. Значне зниження морозостійкості відбувається при періодичному відтаванні та замерзанні ґрунту. Особливо шкідливі перепади температури ранньою весною, коли вже почалось відростання рослин і температури вдень підвищуються до 5-10 °C тепла, а вночі знижуються до мінус 8 — 10 °C.

### Потреби у волозі
Пшениця вимоглива до вологи. Протягом періоду вегетації вологість ґрунту повинна бути в межах 65-75 % НВ. При вмісті в 10-сантиметровому верхньому шарі ґрунту доступної рослинам вологи менше 10 мм сходи з'являються із запізненням і зріджені. Через нестачу вологи знижується загальна кущистість у фазі кущіння. Дефіцит вологи у фазі трубкування знижує продуктивну кущистість, у колосіні-цвітіні — озерненість колоса, під час формування і наливу зерна — дрібнозерність і щуплість зерна. Транспіраційний коефіцієнт пшениці — 320—450. Його можна зменшити шляхом застосування у достатній кількості фосфорно-калійних добрив, які сприяють розвитку кореневої системи, роздрібному внесенні азотних добрив.

### Живлення
Пшениця потребує легкодоступних форм елементів живлення. На утворення одного центнеру зерна з відповідною кількістю соломи, вона забирає з ґрунту 2 — 3 кг азоту, 1 — 1,3 кг оксиду фосфору(V), 1,8 — 2,5 кг оксид калію.

### Світловий режим
Пшениця вибаглива до світла. Через похмуру погоду восени відбувається неглибоке залягання вузла кущіння та погане загартування, від чого знижується морозо- і зимостійкість; весною — вилягання; під час наливу зерна — зниження вмісту білка в зерні.

### Ґрунти
Пшениця вимоглива до ґрунтів. Добре розвивається на окультурених структурних ґрунтах із середнім механічним складом. Найкраще зростає на чорноземних, каштанових та сірих лісових ґрунтах. На окультурених дерново-підзолистих ґрунтах можна отримувати високі врожаї за умови застосування підвищених норм органічних і штучних добрив, сидератів, вапнування, поглиблення орного шару, усунення надмірного зволоження. Погано підходять для вирощування пшениці солонцюваті ґрунти, солоді, легкі піщані та важкі за механічним складом глинисті ґрунти, у яких під час вегетації застоюється вода.

## Історичні відомості
| Виробництво пшениці — 2021 | Виробництво пшениці — 2021 |
| Країна                     | Виробництво (млн тонн)     |
| -------------------------- | -------------------------- |
| КНР                        | 136,9                      |
| Індія                      | 109,6                      |
| Росія                      | 76,1                       |
| США                        | 44,8                       |
| Франція                    | 36,6                       |
| Україна                    | 32,2                       |
| Австралія                  | 31,9                       |
| Пакистан                   | 27,5                       |
| Канада                     | 22,3                       |
| Німеччина                  | 21,5                       |
| Світ                       | 770,9                      |
| Джерело: FAOSTAT, ООН      |                            |

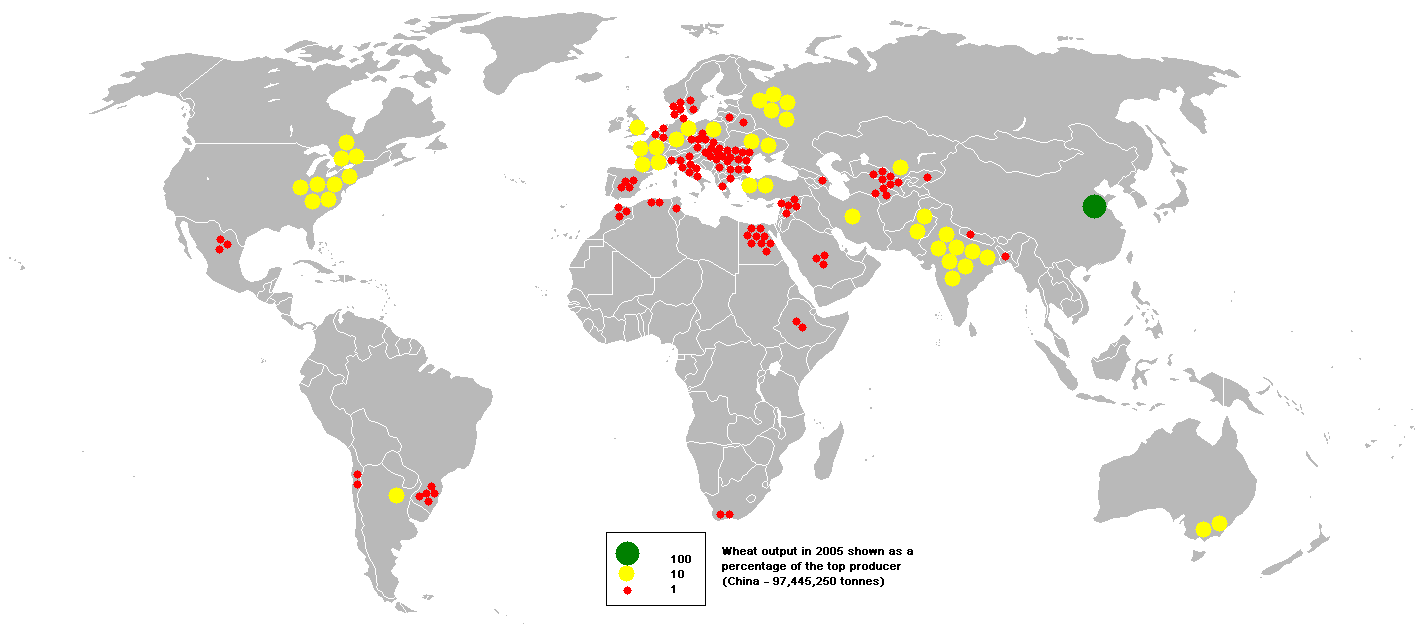
Врожай пшениці у світі у відсотках для кожної окремо взятої країни у 2005 році як порівняти з лідером Китаєм (100 % = 97 446 250 тонн)

Археологічні дані свідчать, що пшениця була вперше оброблена в регіонах Родючого Півмісяця приблизно 9600 до н. е.
На терені України пшениця з'явилася в культурі у 4-3 тисячолітті до н. е.; у VI ст. до н. е. і згодом пшениця була важливим предметом експорту з Південної України до Греції та Риму.
Археологічні дослідження показують, що аж до середньовіччя на території України в культурі використовувалися двозернянка-полба (T. dicoccum) та однозернянка (T. monococcum), зі значним переважанням першої. Також серед археологічних зразків подекуди зустрічається спельта (T. spelta).
У ранню княжу добу пшениця втратила своє значення проти проса і жита, пізніше — як порівняти з житом.
Щойно після розорення степу і поширення на ньому посівів пшениці, вона стала у XIX ст. головною зерновою культурою України і найважливішою з експортних.
У 1913 посівна площа пшениці займала на території УРСР 8,9 млн га (ячменю 5,8 млн га, жита 4,5 млн га), або 31,8 % всієї посівної площі і 36,0 % зернових; у тому числі озима пшениця становила 3,1 і яра 5,8 млн га. Загальний збір озимої пшениці становив 3,6, ярої — 4,3 млн т. На Правобережній і Західній Україні була поширена майже винятково озима пшениця, на Лівобережжі й у степу переважала яра, в Криму озима.
З другої половини 1920-х площа посівів пшениці збільшилася за рахунок зменшення посівів ячменю, а ще більш-менш урожайного жита. Посіви маловрожайної ярої пшениці майже зникли внаслідок поширення нових морозостійких сортів озимої пшениці.

## Виробництво пшениці у світі
Кількість пшениці в таблиці, в млн. т.
| Країна            | 2010  | 2009  | 2008  | 2007  | 2006  | 2005  | 2004  | 2003  | 2002  | 2001  | 2000  | 1999  | 1998  | 1997  | 1996  |
| ----------------- | ----- | ----- | ----- | ----- | ----- | ----- | ----- | ----- | ----- | ----- | ----- | ----- | ----- | ----- | ----- |
| Європейський Союз | 136.5 | 138.5 | 150.3 | 120.1 | 126.7 | 135.4 | 149.4 | 111.7 | 133.6 | 126.6 | 132.4 | 123.1 | 134.1 | 126.4 | 124.3 |
| КНР               | 115.2 | 115.1 | 112.5 | 109.9 | 104.5 | 96.3  | 91.6  | 86.5  | 90.3  | 93.9  | 99.7  | 113.9 | 109.7 | 123.3 | 110.6 |
| Індія             | 80.7  | 80.7  | 78.6  | 74.9  | 69.4  | 72.0  | 72.1  | 65.1  | 72.8  | 69.7  | 76.4  | 70.8  | 65.9  | 69.4  | 62.6  |
| США               | 60.1  | 60.3  | 68.0  | 53.6  | 57.3  | 57.1  | 58.7  | 63.8  | 44.1  | 53.3  | 60.8  | 62.7  | 69.4  | 67.5  | 62.0  |
| Росія             | 41.4  | 61.7  | 63.7  | 49.4  | 45.0  | 47.6  | 45.4  | 34.1  | 50.6  | 47.0  | 34.5  | 31.0  | 27.0  | 44.3  | 34.9  |
| Франція           | 38.2  | 38.3  | 39.0  | 33.2  | 35.4  | 36.9  | 39.7  | 30.5  | 38.9  | 31.5  | 37.5  | 37.2  | 39.8  | 33.9  | 35.9  |
| Німеччина         | 24.1  | 25.2  | 26.0  | 21.4  | 22.4  | 23.6  | 25.4  | 19.3  | 20.8  | 22.8  | 21.6  | 19.6  | 20.2  | 19.8  | 18.9  |
| Пакистан          | 23.3  | 24.0  | 21.0  | 23.5  | 21.3  | 21.6  | 19.5  | 19.2  | 18.2  | 19.0  | 21.1  | 17.9  | 18.7  | 16.7  | 16.9  |
| Канада            | 23.2  | 26.8  | 28.6  | 20.6  | 27.3  | 25.6  | 25.9  | 23.6  | 16.2  | 20.6  | 26.8  | 26.9  | 24.1  | 24.3  | 29.8  |
| Австралія         | 22.1  | 21.7  | 21.4  | 13.0  | 10.8  | 25.1  | 21.9  | 26.1  | 10.1  | 24.3  | 18.5  | 24.1  | 22.1  | 19.4  | 23.7  |
| Туреччина         | 19.7  | 20.6  | 17.8  | 17.7  | 20.0  | 21.0  | 21.0  | 19.0  | 19.5  | 19.0  | 17.5  | 16.5  | 18.5  | 16.2  | 16.2  |
| Україна           | 16.9  | 20.9  | 25.9  | 13.8  | 14.0  | 18.7  | 17.5  | 6.9   | 20.6  | 21.4  | 10.2  | 13.6  | 14.9  | 18.4  | 13.5  |
| Іран              | 15.0  | 13.5  | 8.0   | 15.9  | 14.5  | 14.5  | 14.0  | 13.4  | 12.5  | 9.5   | 7.0   | 8.0   | 11.0  | 10.2  | 8.8   |
| Велика Британія   | 14.9  | 14.4  | 17.2  | 13.4  | 14.7  | 15.0  | 15.5  | 14.3  | 16.0  | 11.6  | 16.8  | 14.9  | 15.5  | 15.1  | 16.1  |
| Аргентина         | 14.9  | 7.5   | 8.5   | 16.5  | 14.0  | 16.0  | 14.6  | 14.5  | 12.3  | 15.4  | 16.5  | 15.7  | 11.5  | 14.8  | 15.9  |
| Казахстан         | 9.6   | 17.1  | 12.6  | 16.5  | 13.5  | 11.1  | 9.9   | 11.5  | 12.7  | 12.7  | 9.1   | 11.2  | 4.8   | 8.7   | 8.0   |
| Польща            | 9.5   | 9.8   | 9.3   | 8.4   | 7.1   | 8.6   | 9.9   | 7.9   | 9.3   | 9.3   | 8.5   | 9.1   | 9.5   | 8.2   | 8.6   |
| Єгипет            | 7.2   | 8.5   | 8.0   | 7.4   | 8.3   | 8.1   | 7.2   | 6.8   | 6.6   | 6.3   | 6.6   | 6.3   | 6.0   | 5.8   | 5.7   |
| Італія            | 6.9   | 6.3   | 8.9   | 7.3   | 7.1   | 7.5   | 8.6   | 6.2   | 7.6   | 6.5   | 6.9   | 7.3   | 8.1   | 6.8   | 8.3   |
| Узбекистан        | 6.7   | 6.6   | 6.1   | 6.2   | 6.1   | 6.1   | 5.3   | 5.4   | 4.9   | 3.7   | 3.5   | 3.6   | 3.6   | 3.0   | 2.7   |
| Бразилія          | 6.0   | 5.1   | 6.0   | 4.1   | 2.5   | 5.2   | 5.7   | 6.2   | 3.1   | 3.4   | 1.7   | 2.5   | 2.3   | 2.5   | 3.3   |
| Румунія           | 5.8   | 5.2   | 7.2   | 2.9   | 5.5   | 7.0   | 7.8   | 2.5   | 4.4   | 7.8   | 4.4   | 4.4   | 5.0   | 6.6   | 3.1   |
| Іспанія           | 5.6   | 4.7   | 6.7   | 6.4   | 5.6   | 3.8   | 7.1   | 6.3   | 6.8   | 5.0   | 7.3   | 4.9   | 5.3   | 4.6   | 6.0   |
| Данія             | 5.1   | 5.9   | 5.0   | 4.5   | 4.8   | 4.8   | 4.8   | 4.7   | 4.1   | 4.7   | 4.7   | 4.5   | 5.0   | 5.0   | 4.8   |
| Марокко           | 4.9   | 6.4   | 3.8   | 6.3   | 3.0   | 5.5   | 5.7   | 3.4   | 3.3   | 1.4   | 2.2   | 4.4   | 2.3   | 5.9   |       |
| Афганістан        | 4.5   | 5.1   | 2.6   | 4.5   | 3.2   | 4.3   | 2.3   | 3.5   | 2.7   | 1.6   | 1.5   | 2.5   | 2.8   | 2.7   | 2.3   |
| Чехія             | 4.2   | 4.4   | 4.6   | 4.0   | 3.5   | 4.5   | 5.0   | 2.6   | 3.9   | 4.5   | 4.1   | 4.0   | 3.8   | 3.6   | 3.7   |
| Болгарія          | 4.0   | 4.0   | 4.6   | 2.4   | 3.3   | 3.5   | 4.0   | 2.0   | 4.1   | 4.1   | 3.3   | 3.2   | 3.3   | 3.6   | 1.8   |
| Угорщина          | 3.8   | 4.4   | 5.6   | 4.0   | 4.4   | 5.0   | 6.0   | 2.9   | 3.9   | 5.2   | 3.7   | 2.6   | 4.9   | 5.3   | 3.9   |
| Мексика           | 3.7   | 4.1   | 4.0   | 3.5   | 3.3   | 3.0   | 2.9   | 2.8   | 3.2   | 3.3   | 3.3   | 3.1   | 3.2   | 3.6   | 3.4   |
| Сирія             | 3.6   | 3.7   | 2.1   | 4.0   | 4.7   | 4.7   | 4.5   | 4.9   | 4.8   | 4.7   | 2.7   | 2.6   | 4.1   | 3.0   | 4.1   |
| Алжир             | 3.1   | 3.0   | 1.1   | 2.3   | 2.7   | 2.4   | 2.7   | 3.0   | 1.5   | 2.0   | 0.8   | 1.5   | 2.3   | 0.7   | 3.0   |
| Ефіопія           | 3.0   | 3.1   | 2.5   | 2.2   | 2.8   | 1.7   | 1.6   | 1.4   | 1.5   | 1.6   | 2.5   | 2.1   | 1.5   | 2.0   | 1.6   |
| Туркменістан      | 3.0   | 3.0   | 2.7   | 2.7   | 3.3   | 2.8   | 2.6   | 2.5   | 2.3   | 1.8   | 1.7   | 1.5   | 1.2   | 0.7   | 0.5   |
| Ірак              | 2.7   | 1.7   | 1.3   | 2.2   | 2.1   | 2.2   | 1.8   | 2.4   | 2.6   | 0.9   | 0.4   | 0.8   | 1.1   | 1.1   | 1.3   |
| Швеція            | 2.2   | 2.3   | 2.2   | 2.3   | 2.0   | 2.2   | 2.4   | 2.3   | 2.1   | 2.4   | 2.4   | 1.7   | 2.2   | 2.1   | 2.0   |
| Інші              | <2    |       |       |       |       |       |       |       |       |       |       |       |       |       |       |
| Разом у світі     | 651.4 | 685.6 | 683.4 | 607.0 | 605.9 | 628.7 | 633.3 | 560.3 | 574.7 | 589.7 | 586.1 | 587.7 | 593.6 | 613.4 | 585.4 |

## Види, що вирощуються в Україні

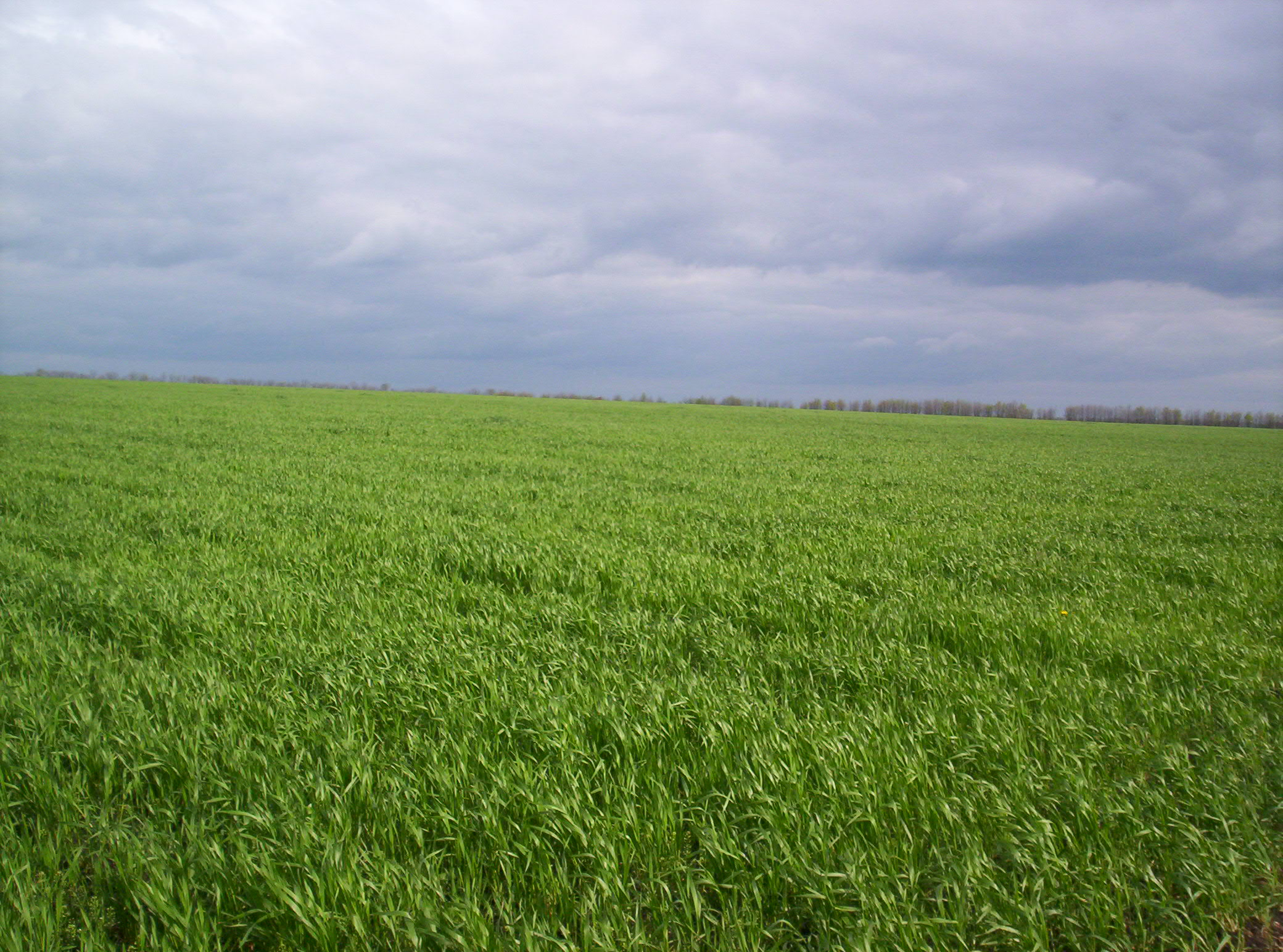
Пшеничне поле в Єланецькому районі Миколаївської області

Пшеницю м'яку або звичайну (Triticum aestivum L.) використовують як основний компонент хлібних виробів. Пшеницю тверду (Triticum durum Desf.) — для виготовлення макаронного тіста та для покращення звичайних хлібних виробів.
Також в Україні в помітних кількостях вирощують такі види пшениці, як полба (Triticum dicoccum — використовується для виготовлення крупи), пшениця карликова (Triticum compactum — використовується для вироблення розсипчастої випічки), пшениця спельта (Triticum spelta), пшениця польська (Triticum polonicum), пшениця англійська, або тургідум (Triticum turgidum).
У 2015 році в Україні було вирощено 26-27 млн т пшениці, у Вінницькій області було вирощено найбільше — 2,2 млн т. Близько 15 млн т пішло на експорт, Україна останні роки входить до десятки найбільших експортерів пшениці у світі. Найбільшим покупцем української пшениці є Єгипет, далі Таїланд, Індонезія, Судан, Південна та Північна Кореї. Під пшеницю відведено 6,7 млн га земель (22 % всіх сільськогосподарських земель), середня врожайність 3,9 т з гектара (для порівняння в Європі найвищі врожаї в Ірландії — 10 т, а рекорд у 2010 в Новій Зеландії 13 т, при чому у Венесуелі врожайність лише 0,3 т з га).

## Різновиди м'якої та твердої пшениці
Різновидність як таксономічна одиниця об'єднує групу рослин зі спільними морфологічними ознаками, що успадковуються потомствами.

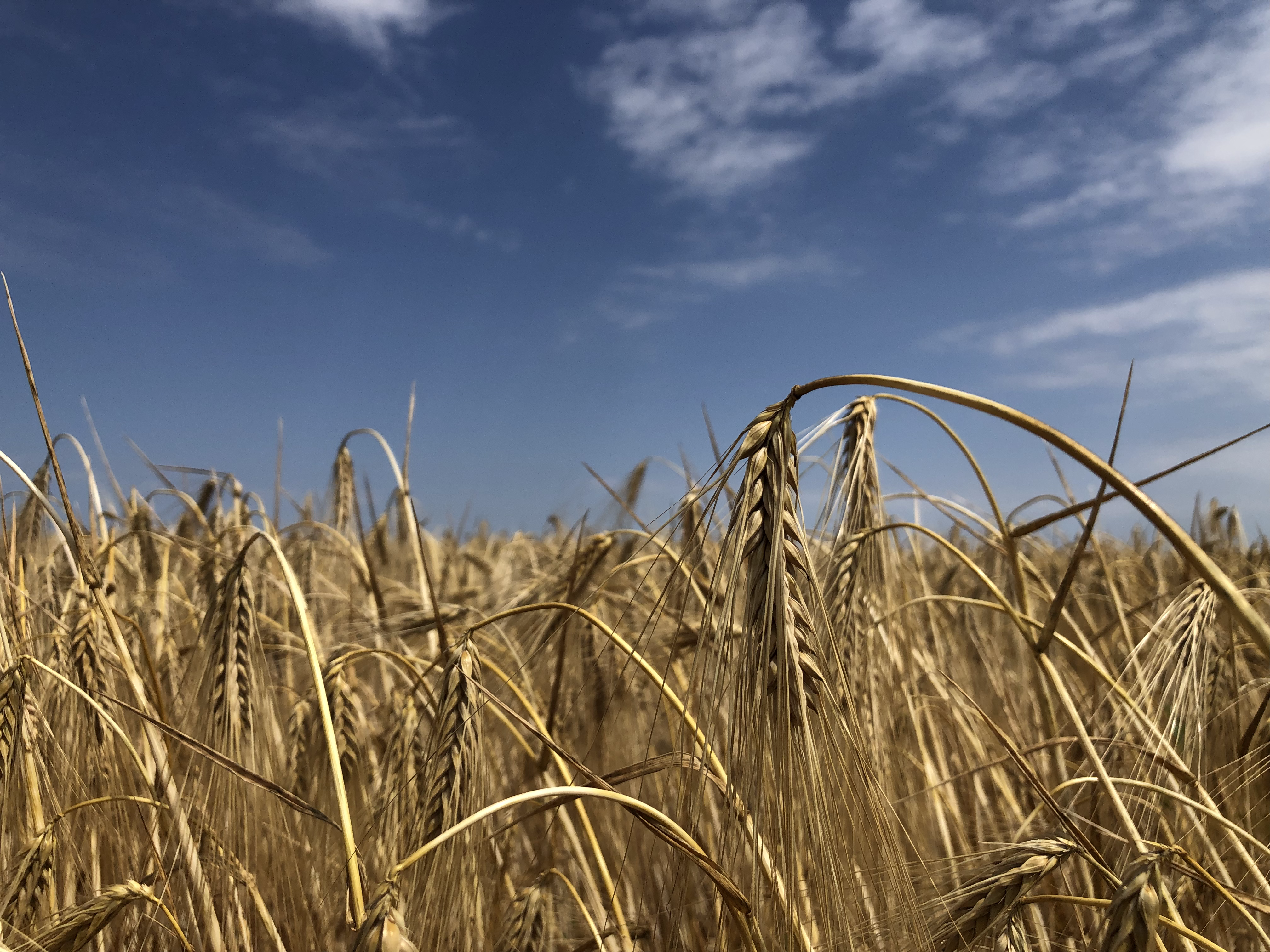
Колосся пшениці

Пшеницю поділяють на різновидності за такими ознаками:
- наявність або відсутність на колосі остюків; остисті форми мають довгі остюки, які перевищують довжину колоса, середні — рівні йому, короткі — менші за довжину колоса. Трапляються також напівостисті форми, в яких на нижніх колосках часто утворюються замість остюків остюкоподібні відростки, а на середніх і верхніх колосках є короткі або середньої довжини остюки;
- запушення колоса — наявність на колоскових лусках і відкритій частині зовнішніх квіткових лусок волосків; колос без запушення їх не має;
- забарвлення колоса (колоскових лусок), яке може бути білим (світло-жовтим, жовто-солом'яним), червоним (блідо-червоним, оранжевим, червоно-коричневим), чорним, сіро-димчастим на білому та червоному фонах;
- забарвлення остюків однакове із забарвленням колоса або чорне як у білоколосих, так і червоноколосих різновидностей;
- забарвлення зернівок біле (борошнисто-біле, склоподібно-біле, бурштиново-жовте) або червоне (червоно-коричневе).

В Україні рекомендовано близько 70 сортів пшениці, серед яких до 80 % — сорти озимої пшениці й лише 20 % — ярої.
До озимих сортів м'якої пшениці з найвищою якістю зерна належать: Альбатрос одеський, Вимпел одеський, Красуня одеська, Безоста 1, Дончанка 3, Київська остиста, Київська 8, Лада одеська, Леля, Тіра, Миронівська остиста, Обрій, Одеська 133, Одеська 162, Ростовчанка 2, Скіф'янка, Юна, Мудрість Одеська, Спадщина Одеська, Катруся Одеська, Довіра Одеська та ін., твердої — Алий парус, Айсберг одеський, Корал одеський, Парус.
Серед сортів ярої м'якої пшениці найвищою якістю зерна відзначаються Воронезька 6, Дніпрянка, Луганська 4; твердої — Луганська 7, Харківська 15, Харківська 23 та інші.

## Технологія вирощування
Попередники
Найкращий попередник для озимої пшениці в зоні Лісостепу — багаторічні бобові трави (конюшина, люцерна та ін.). Вони збагачують ґрунт азотом і високоякісною органічною масою з пожнивних решток. З рослинними рештками в ґрунті залишається до 150 кг/га азоту. Крім того, покращується структура і підвищується біологічна активність ґрунту, зменшується забур'яненість посівів озимої пшениці.

## Шкідники
Шкідливий ентомокомплекс зернового поля містить близько 300 видів фітофагів. З них над понад 40 видами найпоширеніших шкідливих комах в Україні здійснюється фітосанітарний моніторинг спеціалістами регіональних державних інспекцій захисту рослин.
Серед них шкідник номер один пшеничного поля — клоп шкідлива черепашка (Eurygaster integriceps Put), який живлячись зерновими, зокрема пшеницею, не тільки різко понижує кількість, але й істотно погіршує якість врожаю зерна.
Уперше дефектну клейковину в пшениці, зерно якої було пошкоджене клопами черепашками, виявлено в 1932 р. у Всесоюзному науково-дослідному інституті зерна.
За наявності в урожаї 3-5 % пошкодженого зерна, суттєво знижується пружність клейковини та гіршають хлібопекарські якості. З вищих рівнів пошкоджень зерна (до 10-15 % і більше) можлива повна їх втрата.
Часткового рішення проблему можна досягти через впровадження стійких до черепашки сортів пшениці. Відповідна робота в цьому напрямку в Україні проводиться Селекційно-генетичним інститутом УААН.
Захисні заходи включають своєчасне застосування хімічного методу, який є основним і найдієвішим в інтегрованій системі захисту пшеничного поля. Оперативне проведення хімічного захисту зернових від черепашки здійснюється наземною апаратурою та авіацією. Недоліком хімічного методу є забруднення довкілля. Тому використання його має бути раціональним, сприяти запобіганню забруднення залишковими кількостями (інсектицидів), збереженню корисної фауни.
Інші шкідники: довгоносик рисовий, довгоносик комірний, жук хлібний, клоп маврський, муха гессенська, п'явиця синя, п'явиця червоногруда, совка сіра зернова, турун хлібний.

## Застосування екстракту зародків пшениці у медицині
Зародки пшениці містять значну кількість поживних і біологічно активних речовин. Екстракт зародків пшениці — це імуномодулятор, який здатен збільшити опір організму дії негативних зовнішніх факторів. У медицині та косметології екстракт зародків пшениці використовується як засіб, що має протиопіковий ефект, прискорює загоєння ран, виразок та опіків. Це зумовлене впливом екстракту зародків пшениці на фібробласти, які відіграють основну роль в загоєнні ран і активації грануляційного процесу. Під впливом екстракту зародків пшениці відбувається збільшення кількості фібробластів (підвищення мітозу) і проникнення фібробластів в рану, підвищенню активності орнітіндекарбоксілази і гідролізу фосфоліпіда інозітола, збільшення місткості синтези і вивільненню глікозаміногліканів і колагенових волокон, що грає вирішальну роль в процесі загоєння рани. Під час клінічних дослідів українські вчені довели ефективність препарату Вульностимулін [Архівовано 10 листопада 2012 у Wayback Machine.] на основі водного екстракту зародків пшениці у лікуванні трофічних виразок нижніх кінцівок у хворих на цукровий діабет.
У косметології також використовується як омолоджувальний засіб. Завдяки вмісту селену і каротиноїдів, які мають антиоксидантні властивості, зародки пшениці перешкоджають дії вільних радикалів. Таким чином, екстракт зародків пшениці зміцнює стінки судин, попереджає старіння і появу пухлин.